# Hotel i nadajnik telewizyjny na górze Ještěd

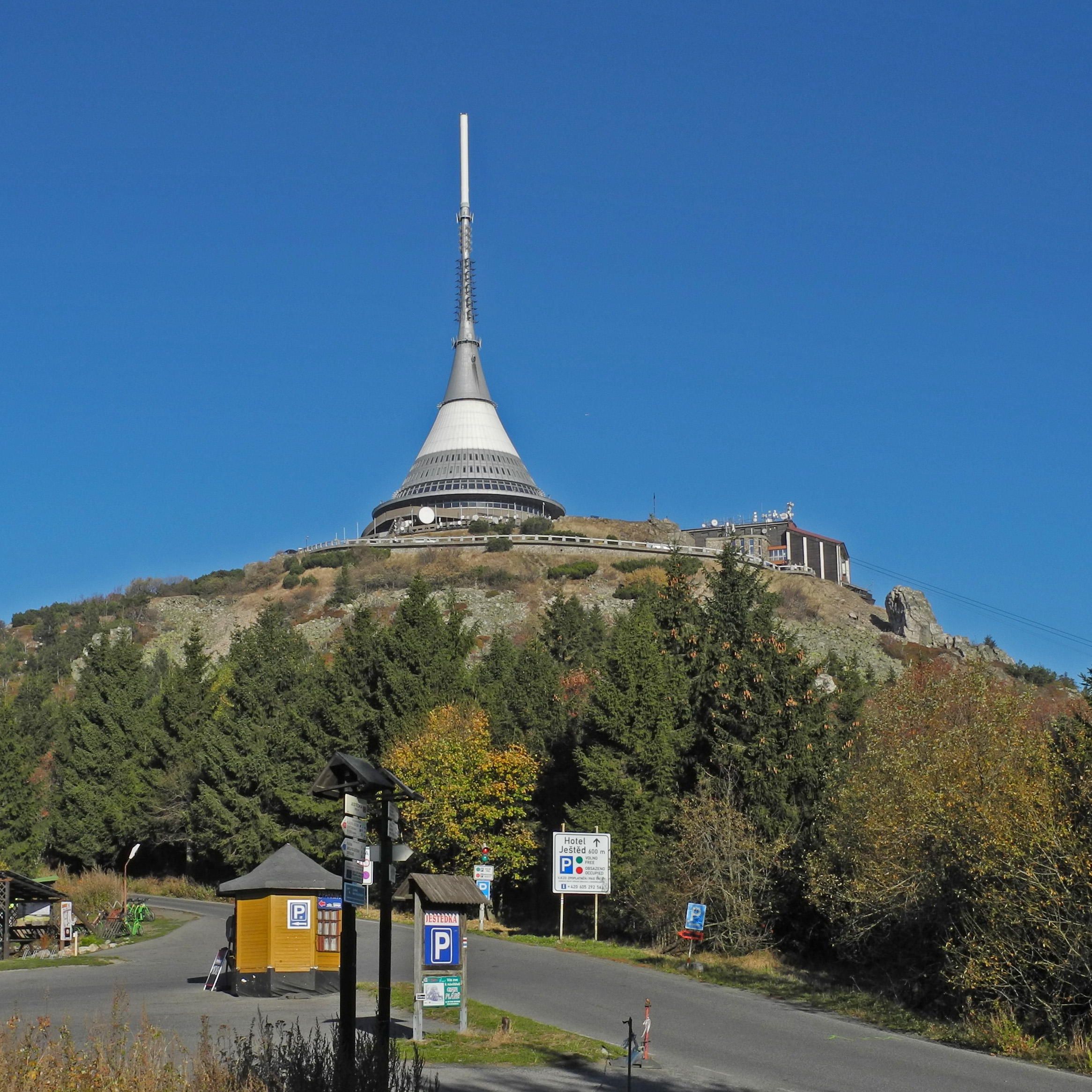
Hotel i nadajnik telewizyjny na górze Ještěd

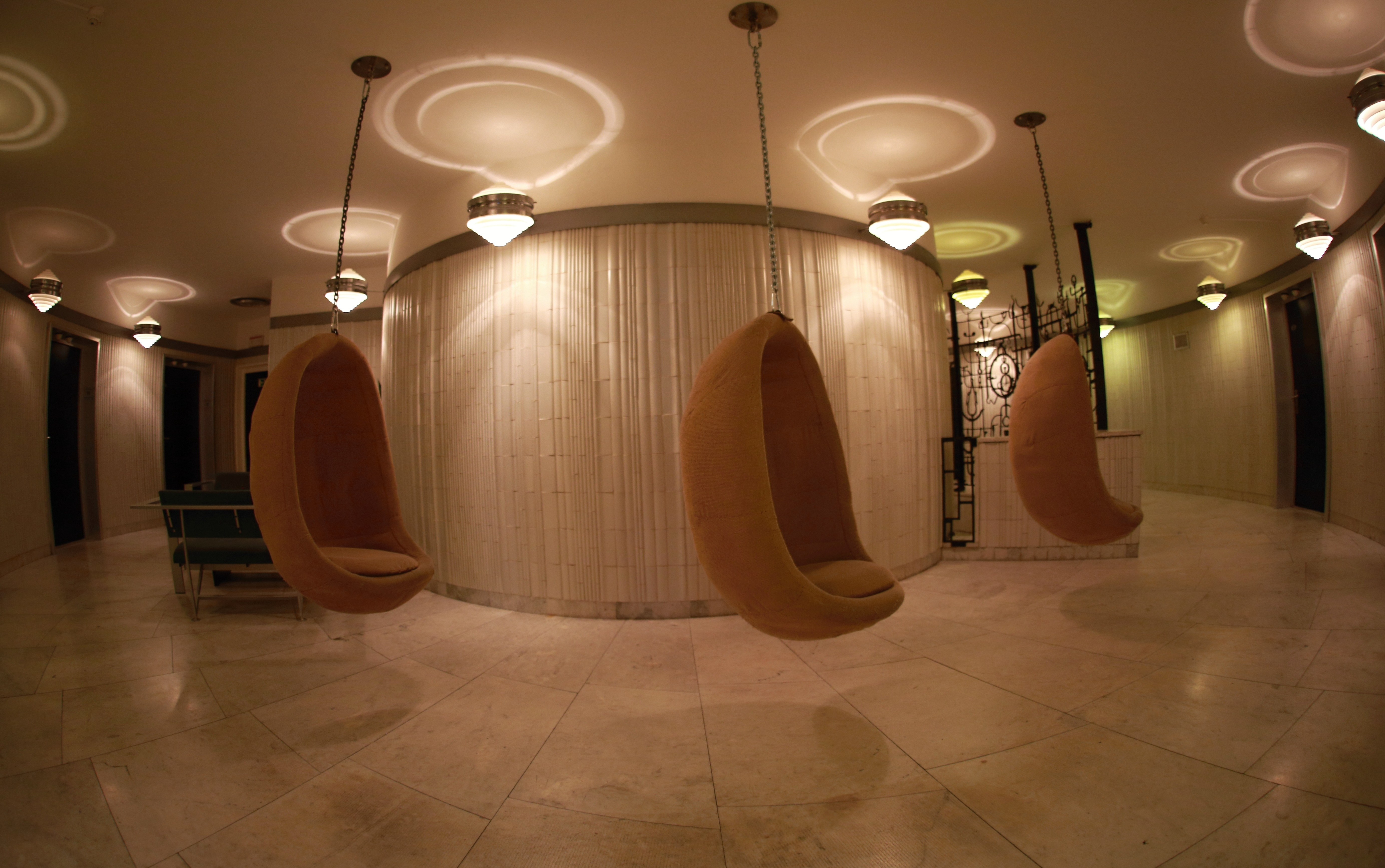
Wnętrza hotelu

Hotel i nadajnik telewizyjny na górze Ještěd (cz. Hotel a televizní vysílač na Ještědu) – hotel górski wraz z nadajnikiem telewizyjnym znajdujący się na górze Ještěd – najwyższym szczycie Grzbietu Jesztedzkiego (cz. Ještědský hřbet) w północnych Czechach.
W 2007 roku hotel z nadajnikiem został wpisany na listę informacyjną światowego dziedzictwa UNESCO – listę obiektów, które Czechy zamierzają rozpatrzyć do zgłoszenia do wpisu na listę światowego dziedzictwa.

## Położenie
Obiekt znajduje się na szczycie góry Ještěd (1012 m n.p.m.) leżącej ok. 6 km od centrum Liberca. Na szczyt można dostać się drogą lub przy pomocy kolejki linowej.

## Architektura
Gmach – połączenie górskiego hotelu, restauracji i nadajnika telewizyjnego – ma kształt, który wydaje się przedłużać szczyt. Budowla to hiperboloida obrotowa o 10 kondygnacjach, która od fundamentu do czubka anteny liczy 91 m wysokości. Oryginalny kształt i górski klimat wymagały niestandardowych rozwiązań konstrukcyjnych i statycznych. Podstawowym elementem nośnym konstrukcji jest rdzeń żelbetowy złożony z dwóch koncentrycznych struktur o różnej wysokości o średnicach 5 m i 13 m.
Na dwóch niskich poziomach znajdują się maszynownia, wyposażenie techniczne i pomieszczenia gospodarcze. Na kolejnym, na wysokości 1014 m n.p.m., mieści się taras widokowy, bufet oraz restauracja z kawiarnią. Hotel, z 14 pokojami dla 56 gości, zajmuje czwarte i piąte piętro. Na czwartym piętrze znajdują się również pokoje dla pracowników nadajnika i hotelu oraz dwa trzypokojowe mieszkania. Wyższe kondygnacje mieszczą sprzęt łącznościowy. Na siódmym i ósmym piętrze znajduje się zbiornik na wodę pitną oraz zasilacz awaryjny, a na dziewiątym pomieszczenie windy. Powyżej umieszczono specjalne wahadło, którego ruch pochłania poprzeczne drgania wieży. Całość wieńczy antena o wysokości 17 m.

## Historia
Pierwszym obiektem wzniesionym na górze Ještěd był kamienny krzyż z 1737 roku, który stał na szczycie do 1812 roku i został zastąpiony przez kolejne krzyże. W 1844 roku na górze otwarto pierwszy punkt gastronomiczny dla obsługi coraz większej liczby turystów. W 1850 roku punkt przekształcono w schronisko, które w 1865 roku przebudowano, a nowy obiekt otrzymał nazwę Schronisko Rohana. W 1876 roku wzniesiono obok drewnianą wieżę widokową o wysokości 5 m. W 1889 roku w jej miejsce zbudowano 8-metrową wieżę z platformą widokową dla 20 osób, która stała do 1902 roku.
W 1906 roku rozpoczęto na szczycie budowę pierwszego hotelu górskiego według projektu Ernsta Schäfera (1862–1936). Hotel z wieżą widokową otwarto 13 stycznia 1907 roku. Gmach mieścił 23 pokoje, noclegownię na 50 osób oraz salę świetlicową z dużą werandą. W 1963 roku został strawiony przez pożar wywołany podczas rozmrażania zamarzniętych rur, a rok później spłonęło Schronisko Rohana.
30 lipca 1966 roku rozpoczęto budowę nowego obiektu – połączenia górskiego hotelu, restauracji i nadajnika telewizyjnego. Głównym architektem był Karel Hubáček (1924–2011) a wnętrza zaprojektował Otakar Binar (ur. 1931). Budowa trwała prawie 10 lat, została znacznie opóźniona wskutek wydarzeń w 1968 roku. Obiekt otwarto 21 września 1973 roku. W 1969 roku projekt Hubáčka zdobył Nagrodę Perreta Międzynarodowej Unii Architektów. Po aksamitnej rewolucji w 1989 roku hotel sprywatyzowano a jego oryginalne wyposażenie z lat 70. XX w. wyprzedano. Właściciel prywatny wkrótce zbankrutował i hotel zamknięto. W 1996 roku prowadzenie hotelu i restauracji objęła firma Ještěd spol. s r.o. Od 2000 roku właścicielem obiektu jest przedsiębiorstwo České radiokomunikace a.s.
W 1998 roku obiekt został zarejestrowany jako nieruchomy zabytek kultury. W roku 2000 gmach ogłoszono Budowlą XX wieku Republiki Czeskiej. W 2006 roku nadano mu status narodowego zabytku kultury. W 2007 roku hotel z nadajnikiem został wpisany na listę informacyjną światowego dziedzictwa UNESCO – listę obiektów, które Czechy zamierzają rozpatrzyć do zgłoszenia do wpisu na listę światowego dziedzictwa. W 2012 roku powstało towarzystwo na rzecz przywrócenia obiektowi jego dawnej świetności pod nazwą Ještěd 73. W 2013 roku sfinansowało ono wykonanie replik mebli według oryginalnych projektów Otakara Binara, a w kolejnych latach zajęło się przygotowaniem przebudowy obiektu.

## Nadajnik
Pierwszy nadajnik na górze Ještěd, należący do klubu radiowego libereckiej organizacji Svazarm, rozpoczął nadawanie sygnału 1 lipca 1958 roku. W 1959 roku nadajnik został przejęty przez państwo i zaczął być wykorzystywany do regularnego przesyłu sygnału radiowego. Po trzech latach urządzenie zastąpiono profesjonalnym nadajnikiem produkcji radzieckiej. 
W 1968 roku, podczas inwazji wojsk Układu Warszawskiego, znajdowała się tu prowizoryczna stacja nadawcza skąd w dniach 25–27 sierpnia przemawiali aktor Jan Tříska (1936–2017) i późniejszy prezydent Czech Václav Havel (1936–2011). Miejsce, gdzie znajdowała się stacja, upamiętnia tablica pamiątkowa.
1 maja 1971 roku rozpoczęto nadawanie na falach UKF, dwa dni później uruchomiono także nadawanie 1. programu Telewizji Czechosłowackiej (cz. Československá televize) a dwa lata później programu 2. Po 1989 roku rozpoczęto nadawanie programów publicznych i komercyjnych stacji telewizyjnych, m.in. ČT1 i ČT2, oraz radiowych, m.in. Czeskiego Radia. W 2009 roku uruchomiono nadawanie cyfrowe, a nadawania analogowego zaprzestano stopniowo. Nadajnik świadczy usługę łącza bezprzewodowego WS WiMAX i jest bazą operatorów telefonii komórkowej. Obecnie z wieży nadaje sześć stacji radiowych i kilka multipleksów telewizji cyfrowej.